# 聂河站
聂河站是位于黑龙江省塔河县盘古镇白卡尔山东坡的一个铁路车站，有富西铁路经过该站，车站及其上下行区间均未电气化，距离富裕站749公里。
车站于1974年开站，目前隶属哈尔滨铁路局加格达奇车务段，是五等站，仅办理列车会让业务，有一趟列车办理职工通勤业务。车站下行方向为白卡尔隧道，是塔河县和漠河县的分界线:404。因地处山区，站区周围为无人区，年平均气温-5℃。